# Joachim-Jean-Xavier d'Isoard
Kardinal Joachim-Jean-Xavier d'Isoard, francoski rimskokatoliški duhovnik, škof in kardinal, * 23. oktober 1766, Aix-en-Provence, † 7. oktober 1839.

## Življenjepis
Leta 1824 je bil imenovan za dekana Rimske Rote in naslednje leto je prejel duhovniško posvečenje. 25. junija 1827 je bil povzdignjen v kardinala in ustoličen kot kardinal-duhovnik S. Pietro in Vincoli; 15. aprila 1833 je bil imenovan še za kardinal-duhovnika SS. Trinità al Monte Pincio. 6. julija 1828 je bil imenovan za nadškofa Aucha, 15. decembra istega leta je bil potrjen in 11. januarja 1829 je prejel škofovsko posvečenje. 13. junija 1839 je bil imenovan za nadškofa Lyona.